# 华兰士单亚号驱逐舰
“华兰士单亚”号驱逐舰（SMS Warasdiner）是一艘1913年下水的驱逐舰，原名“龙湍”号。该舰设计上为奥匈帝国骠骑兵级驱逐舰的改进型。
本舰原是由清朝政府在1910年向奥匈帝国订购。因辛亥革命后新政府无力支付余款而在1914年被奥匈帝国海军接管，重新命名并完成舾装。本舰在第一次世界大战中于奥匈帝国海军旗下服役。战后，该舰被割让给意大利并最终报废。

## 设计和建造
1908年，清政府决定扩充舰队，并由此启动了所谓的“大海军计划”。由于中国造船厂无法承担造舰要求，清政府派代表团出国进行考察。在萨镇冰和载洵等人带领下，这个代表团于1909年12月30日在普拉逗留了三天。期间共订购了三艘3000吨级巡洋舰（肇和级）、八艘炮艇、一艘运输舰和一艘驱逐舰。这艘名为“龙湍”的驱逐舰，其设计参照1905年至1911年间投入使用的奥匈帝国海军骠骑兵级驱逐舰。
和骠骑兵级一样，“龙湍”号也是由两台三胀蒸汽机驱动，由四台额定功率为6,000匹指示馬力（4,500千瓦特）的亚罗锅炉提供蒸汽，驱动两具螺旋桨轴。虽然速度为30節（56每小時；35英里每小時），但比骠骑兵级的28節（52每小時；32英里每小時）稍快一些。本舰舰体水线长68（223英尺1英寸），垂标间距67（219英尺10英寸），舷宽6.2（20英尺4英寸），吃水深1.7（5英尺7英寸），标准负载下排水量为386公噸（380長噸），满载时则有400公噸（390長噸）。该舰设计配备两门12磅76.2毫米（3.00英寸）和四门3磅47毫米（1.9英寸）火炮，全部由英国的阿姆斯特朗·惠特沃斯供应。此外还装备有2具18英寸（46厘米）鱼雷发射管。
“龙湍”号于1912年开建，1913年下水。尽管骠骑兵级和“龙湍”号在1913年就已经过时，但中国政府还是以本舰为原型，向STT下了另外12艘驱逐舰的订单。其中的部分原因在于STT的报价较为低廉（每艘仅报价16500英镑）。

## 服役
1914年7月28日，奥匈帝国对塞尔维亚宣战，由此引发了第一次世界大战。最后建造中的“龙湍”号于8月1日被奥匈帝国收编，之后被拖到普拉。并在那里，“龙湍”号上原本装备的英式火炮被拆除，重新装备了奥地利舰队制式装备，其中包括两门66（2.6英寸）斯柯达炮和四门6.6厘米L/30炮，此外还装备了四具45厘米口径鱼雷发射管。奥匈帝国将该舰更名为“华兰士单亚”号，于1914年9月10日正式入役奥匈帝国海军。
“华兰士单亚”号在一战末期入役。1915年6月18日至19日，奥匈帝国海军对意大利亚得里亚海沿岸的城镇进行了一系列突袭。6月19日，“华兰士单亚”号炮击了巴里东南部的莫诺波利。1915年12月5日，“华兰士单亚”号在意大利海岸的另一次突袭后返回时，击沉了在卡塔罗海岸搁浅的法国潜艇“菲涅耳”号。1916年8月2日，“华兰士单亚”号与姊妹舰“猎鹰”号轰炸完意大利城市莫尔费塔返回时，遇到了法国驱逐舰“比松”号和“博里司令官”号以及意大利驱逐舰“豪勇”号和“无惧”号。法国和意大利驱逐舰开始追击奥匈帝国的船只，但在接近奥地利卡塔罗基地时因奥地利巡洋舰“阿斯佩恩”号与两艘鱼雷艇出动增援而放弃了追击。
战争结束后，因奥匈帝国投降，该舰于1920年被偿付给意大利，随后被报废。

## 脚注

### 引文
1. ↑  陈悦 (2015)，第223頁.
2. 1 2  章骞 (2013)，第290頁.
3. ↑  朱鸿飞 (2016)，第87頁.
4. 1 2  Gardiner & Gray (1985)，第397頁.
5. ↑  Gardiner & Gray (1985)，第338頁.
6. 1 2 3 4 5  Greger (1976)，第42頁.
7. ↑  Gardiner & Gray (1985)，第338, 397頁.
8. ↑  Sieche (1996)，第20頁.
9. ↑  Bennighof, Mike. . Avalanche Press. May 2013  [2014-06-07]. （原始内容存档于2020-02-25）.
10. ↑  Gardiner & Gray (1985)，第330頁.
11. ↑  Naval Staff Monograph No. 21 1923，第171頁.
12. ↑  Couhat 1974，第140頁
13. ↑  Halpern (1987)，第209頁.
14. ↑  阿廖沙 (2022b)，第88頁.
15. 1 2  章骞 (2013)，第283頁.
16. 1 2  章骞 (2013)，第298頁.
17. ↑  阿廖沙 (2022)，第88頁.
18. ↑  Halpern (1987)，第277頁.

### 期刊来源
- 阿廖沙.  [Austro-Hungarian Navy Before the World War Ⅰ]. 海陆空天惯性世界 = NAAS & Inertial Technology (中国惯性技术学会). 2022, (6): 78-93. CN 11-4491/O3. ISSN 1009-5497 （中文（中国大陆））.
- 阿廖沙.  [Austro-Hungarian Navy Before the World War Ⅰ]. 海陆空天惯性世界 = NAAS & Inertial Technology (中国惯性技术学会). 2022, (7): 81-108. CN 11-4491/O3. ISSN 1009-5497 （中文（中国大陆））.